# Sasajima Kihei
Sasajima Kihei (japanisch 笹島 喜平; geb. 22. April 1906 in Mashiko in der Präfektur Tochigi; gest. 31. Mai 1993) war ein japanischer Holzschnittkünstler während der Shōwa-Zeit.

## Leben und Werk
Sasajima Kihei wurde in Mashiko geboren, einem Ort, der wegen seiner Töpferware – Mashiko-yaki – und dem Erneuerer der Töpferkunst, Hamada Shōji, bekannt ist. So kam Sasajima früh in Kontakt mit der Volkskunst und blieb ihr auch sein Leben lang treu. Während Sasajima in Tokio eine Lehrausbildung erhielt, nahm er auch Zeichenunterricht. Von 1927 bis 1945 arbeitete er als Lehrer, fand aber Zeit, Drucktechniken zu studieren. So absolvierte er 1935 einen Kursus unter dem Holzschnittkünstler Hiratsuka Un’ichi, der ihn zur Gestaltung von Schwarzweiß-Drucken anregte. 1938 wurde er durch Hamada mit Munakata Shikō bekannt gemacht, der einen starken Einfluss auf ihn ausübte. 1940 traf er dann Mori Yoshitoshi, der sich mit Schablonendrucken beschäftigte. In diesem Jahr stellte er zum ersten Mal aus, und zwar bei der „Kokuga-kai“ (国画会).
Ab 1945 arbeitete Sasajima als Holzschnittkünstler, druckte meist monochrom, gelegentlich auch farbig. 1948 wurde er Mitglied in der Künstlervereinigung für Holzschnitte, der „Nihon Hanga Kyōkai“ (日本版画協会), wechselte dann aber zur Munakata, als dieser 1952 das Holzschnitt-Institut „Hanga-in“ (版画院) gründete. Sasajima wurde auch international bekannt, als er 1957 auf einer Ausstellung japanischer Holzschnitte der Gegenwart in Jugoslawien zu sehen war. Auch die Erwähnung in Statlers Modern Japanese Prints. An Art Reborn, in dem zwei Drucke von ihm zu sehen sind, trug zu seinem Ansehen bei. Schließlich war er regelmäßig auf der „Tokyo Biennale“ zu sehen. 1959 wurde Sasajima zusammen mit Hashimoto Okiie in Washington gezeigt.
1959 erkrankte Sasajima und verlor die Kraft, auf der Druckplatte das Papier mit dem üblichen Handkissen einzureiben. Er entwickelte daraufhin eine Technik, das Papier tief in die Einschnitte der Platte hineinzudrücken und die Ränder extra zu schwärzen, womit sich ein dreidimensionaler Effekt ergibt. Ab 1962 beschäftigte er sich ausschließlich mit religiösen Themen, wobei der heilige Berg Fuji dazu gehörte. In der buddhistischen Götterwelt war es unter den „Leuchtenden Königen“ (明王, Myōō) der Fudō Myōō (不動明王), eine grimmige Gestalt mit Schwert und Kette in den Händen, die ihn faszinierte und die er oft darstellte.
Sein Geburtsort Mashiko hat Sasajima ein Museum im Rahmen des Mashiko-Museumskomplexes gewidmet.